# میشائیل کلور-برشتولد
میشائیل کلور-برشتولد (به آلمانی: Michael Klor-Berchtold) دیپلمات اهل آلمان، سفیر پیشین آلمان در ایران است. برشتولد از سال ۲۰۱۶ تا ۲۰۲۰ سفیر آلمان در ایران بوده است.

## تحصیلات
میشائیل کلور دانش‌آموخته رشته حقوق است.

## سوابق
میشائیل کلور در سال ۱۹۹۰ وارد وزارت امور خارجه شد. بعد از آن مسئولیت معاونت بخش سیاسی در بن و برلین، رئیس دفتر قائم مقام وزیر در وزارت امور خارجه، نماینده وزارت امورخارجه در امور بحران و رئیس ستاد بحران دولت فدرال در سطح سفیر، و معاون رئیس اداره اطلاعات جمهوری فدرال آلمان، ریاست بخش همکاریهای اقتصادی و توسعه در آدیس آبابا، ریاست بخش امور حقوقی و کنسولی سفارت آلمان در تل آویو، ریاست دفتر شخصی دبیرکل سازمان امنیت و همکاری اروپا (OSZE) در وین را تجربه کرده‌است.